# 고양제일중학교
고양제일중학교(高陽第一中學校)는 대한민국 경기도 고양시 덕양구 관산동에 있는 사립 중학교이다.

## 학교 연혁
- 1970년 7월 11일 : 학교법인 지선학원 설립인가 (초대 이사장 이지선 취임)
- 1971년 3월 8일 : 지선중학교 개교 (초대 교장 신귀철 취임)
- 1974년 2월 27일 : 제1회 지선중학교 졸업식 거행
- 1995년 3월 1일 : 벽제중학교로 교명변경
- 2007년 2월 14일 : 글로리아관(체육관) 개관
- 2012년 3월 1일 : 순효학원으로 법인명칭 변경
- 2013년 3월 1일 : 고양제일중학교로 교명변경
- 2016년 3월 1일 : 고양제일중 34학급 편성운영
- 2018년 9월 6일 : 제5대 이사장 박용진 취임
- 2019년 3월 4일 : 제9대 교장 허웅범 취임
- 2022년 3월 1일 : 제10대 교장 박경란 취임
- 2023년 1월 5일 : 제50회 졸업(319명) 총졸업생수 12,707명

## 참고 자료
- 고양제일중학교 - 한국교육학술정보원 학교알리미